# ناحیه اورسا (شهرستان آدامز، ایلینوی)
ناحیه اورسا، شهرستان آدامز، ایلینوی (به انگلیسی: Ursa Township) یک منطقهٔ مسکونی در ایالات متحده آمریکا است که در شهرستان آدامز، ایلینوی واقع شده‌است. ناحیه اورسا ۱٬۰۷۳ نفر جمعیت دارد و ۱۴۵ متر بالاتر از سطح دریا واقع شده‌است.